# Nadagara cryptospila
Nadagara cryptospila är en fjärilsart som beskrevs av Louis Beethoven Prout 1929. Nadagara cryptospila ingår i släktet Nadagara och familjen mätare. Inga underarter finns listade i Catalogue of Life.